# Spring Day (canção)
"Spring Day" é uma canção gravada pelo grupo masculino sul-coreano BTS. Lançada pela Big Hit Entertainment, foi o primeiro single da versão reeditada do álbum Wings (2016), lançado em 2017 intitulado You Never Walk Alone. O single foi escrito "Hitman" Bang, RM, Suga, ADORA, Arlissa Ruppert, Peter Ibsen e seu produtor Pdoggum. A música estreou no topo da Gaon Digital Chart vendendo 2.5 milhões de cópias.
A canção recebeu aclamação universal da crítica musical, elogiando sua produção, letras sentimentais e o vocal dos membro do grupo. Muitas vezes a música foi considerada como uma das maiores músicas de Kpop de todos os tempos. "Spring Day" recebeu diversos prêmios, o prêmio de 'Música do Ano (Song of the Year)' na premiação Melon Music Awards de 2017 e apareceu na lista de melhores músicas de K-pop da Billboard. Um remix da música intitulado "Spring Day (Brit Rock Remix)" foi lançado para download gratuito em junho de 2018 na plataforma Soundcloud.
O videoclipe da canção foi dirigido por YongSeok Choi e estreou em 12 de fevereiro de 2017. Inspirado na novela "Os que se afastam de Omelas" (1973), de Ursula K. Le Guin, e do filme Snowpiercer (2013), de Bong Joon-ho, o vídeo explora os conceitos de morte, vida após a morte e encerramento. O visual do clipe foi aclamado pela crítica por seu simbolismo pesado e foi premiado como Melhor Videoclipe no Mnet Asian Music Awards de 2017. O BTS promoveu o single em diversas apresentações ao vivo em programas de TV sul-coreanos, incluindo M! Countdown, Music Bank, e Inkigayo. A canção também foi incluída no set list da segunda turnê mundial da banda.

## Preparações
Em 12 de fevereiro de 2017, o BTS realizou uma live de retorno no aplicativo V LIVE da Naver. Começando no dia 18, eles realizaram a turnê 2017 BTS Live Trilogy Episode III: The Wings Tour em apoio ao seu álbum, fazendo shows na Coreia do Sul, nas Américas e em vários países asiáticos apresentando as músicas recém lançadas ao vivo para seus fãs pela primeira vez. Mais tarde, participaram das promoções semanais em programas de TV que começaram em 23 de fevereiro, com os singles "Spring Day" e "Not Today" sendo apresentados no M Countdown da Mnet, mesmo que uma das novas músicas, "Outro: Wings" tivesse sido considerada imprópria para ser transmitida pela KBS.
"Spring Day" rendeu ao BTS quatro troféus de primeiro lugar em programas de música da Coreia do Sul. A música estreou em 15º lugar na Billboard Bubbling Under Hot 100 e em 1º lugar na Billboard World Digital Songs, vendendo 14.000 downloads digitais. Além disso, todas as quatro novas músicas asseguraram os primeiros quatro lugares do chart fazendo do BTS o primeiro artista de K-pop a conseguir tal ato.

## Composição
"Spring Day" está na tonalidade de Eb maior e a faixa vocal principal é entre Bb3-Bb5. Ele mistura vários estilos, como pop, rap, world, e K-pop, e apresenta backing vocals da cantora e compositora Arlissa. Tem 107 batidas por minuto.
A música usa uma metáfora sazonal para descrever a ausência temporária de um amigo. O membro J-Hope afirmou que o gênero da música era "uma mistura de rock britânico e sons eletrônicos".

## MV
O vídeoclipe de "Spring Day" foi publicado no site de compartilhamento de vídeos, YouTube, em 12 de fevereiro de 2017, ultrapassando 9 milhões de visualizações em 24 horas, quebrando o recorde do single anterior do BTS, "Blood Sweat & Tears". Uma semana depois, o videoclipe de seu single de acompanhamento "Not Today" superou o recorde de "Spring Day" com 10 milhões de visualizações. Da mesma forma, "Spring Day" tornou-se o videoclipe mais rápido de um grupo de K-pop a atingir 20 milhões de visualizações, alcançando o feito em menos de quatro dias; "Not Today" alcançou em menos de três. Muitos fãs e vários meios de comunicação disseram que o videoclipe foi inspirado pela Tragédia da Sewol Ferry. Atualmente, ele tem mais de 300 milhões de visualizações no YouTube. A Kultscene descreveu o videoclipe como "esteticamente agradável,[...] belamente filmado e bem pensado", com referências feitas a filmes e livros, como Snowpiercer e Omelas, que "adicionaram camadas ao vídeo". Semelhanças com o conto de 1974, The Ones Who Walk Away from Omelas, da escritora Ursula K. Le Guin são discutidos amplamente entre os fãs. O conto narra a história de uma cidade utópica chamada Omelas, cuja felicidade dos cidadãos depende do sofrimento contínuo de uma única criança. O vídeo sugere através de imagens incluindo o nome "Omelas", que os membros estão entre aqueles que, uma vez iluminados pelo sofrimento, se afastam de Omelas.
O videoclipe foi dirigido por Choi YongSeok da produtora Lumpens. Outros destaques da produção foram Lee Wonju, como diretor assistente, Nam Hyunwoo, como diretor de fotografia, Song Hyunsuk como supervisor, Emma Sungeun Kim como produtora, e Park Jinsil, como diretor de arte.

## Recepção
Tamar Herman da Billboard escreveu um artigo sobre o álbum "You Never Walk Alone", descrevendo o single "Spring Day" como uma "música de hip hop inspirada em instrumentais de rock e sintetizadores de EDM" combinando elementos de rap pelos quais o BTS ficou conhecido, com "vocais sonhadores e letras sonoras". Herman chama "Not Today" de contraparte única de "Spring Day", e diz ser um hino de poder para "todos os oprimidos do mundo". "Spring Day" ficou em 1º lugar na lista "20 Melhores Canções de K-Pop de 2017" da Dazed Digital, que descreveu a canção como "um estudo inteligente, convincente e elegantemente contido de perda e saudade" que "deliberadamente evita o clichê de esplendor e drama".
"Spring Day" é a música que mais tempo ficou na parada musical semanal da Melon, acumulando até o momento 130 semanas entre as 100 músicas mais tocadas. A música anterior que ficou mais tempo no chart foi "I'm Not the Only One" de Sam Smith . Após o lançamento, a música na Coréia do Sul se tornou o primeiro "roof hit" do BTS e permaneceu em primeiro lugar em tempo real no MelOn por vinte e quatro horas. A música também ficou em primeiro lugar em outros oito portais sul-coreanos.
A música foi o sexto vídeoclipe de K-pop mais assistido de 2017.
"Spring Day" foi eleita como a melhor música do BTS pela revista Rolling Stone.

## Créditos
| Os créditos coreanos são adaptados das notas do CD de Spring Day. - Produção: Pdogg, RM, Adora, "hitman" bang, Arlissa Ruppert, Peter Ibsen, SUGA - Teclado: Pdogg - Sintetizador: Pdogg - Guitarra: Jeong Jaepil - Baixo: Lee Jooyeong - Refrão: Jungkook, Arlissa Ruppert - Arranjo do Vocal e do Rap: Pdogg - Engenheiros de Gravação: - Pdogg @ Dogg Bounce - Jeong Wooyeong @ Big Hit Studio - Peter Ibsen @ Sky Studios - Engenheiro de Mixagem: - James F. Reynolds @ Schmuzik Studios | Os créditos da versão remix da música é adaptada do soundcloud. - Produção: Pdogg, RM, Adora, "hitman" bang, Arlissa Ruppert, Peter Ibsen, Suga - Arranjo da faixa: DOCSKIM, KHAN - Gravado pela banda do BTS - 'GHOST' - Ritmo Adicional: Hiss noise - Engenheiro de Mixagem: - Yang Ga @ Bit Hit Studio |

## Charts
| Chart (2017)                                     | Posição |
| ------------------------------------------------ | ------- |
| France (SNEP)                                    | 94      |
| Finland Download (Suomen virallinen latauslista) | 6       |
| Finland Digtal Song Sales (Billboard)            | 9       |
| Japan Hot 100 (Billboard)                        | 38      |
| Malaysia (RIM Charts)                            | 9       |
| New Zealand Heatseeker Singles (RMNZ)            | 3       |
| Philippines (Philippine Hot 100)                 | 56      |
| Portugal (AFP)                                   | 42      |
| South Korea (Gaon Singles Chart)                 | 1       |
| UK Independent Singles(OCC)                      | 24      |
| UK Singles Download Chart (OCC)                  | 46      |
| US Bubbling Under Hot 100 Singles (Billboard)    | 15      |
| US World Digital Song Sales (Billboard)          | 1       |

| Chart (2017)                       | Posição |
| ---------------------------------- | ------- |
| Coreia do Sul (Gaon Singles Chart) | 56      |
| Chart (2018)                       |         |
| Coreia do Sul (Gaon Singles Chart) | 31      |

## Aclamação
| Crítico/Publicador | Lista                                        | Classificação | Ref.   |
| ------------------ | -------------------------------------------- | ------------- | ------ |
| 10 Magazine        | The 10 Must Listen To Korean Artists Of 2018 | —             | [ 47 ] |
| Billboard          | The Best K-pop Songs of 2017: Critics' Picks | 5             | [ 48 ] |
| Dazed Digital      | 20 Best K-Pop Songs of 2017                  | 1             | —      |
| Idolator           | The Best K-Pop Songs Of Q1                   | 8             | [ 49 ] |
| KultScene          | 25 Best K-pop Songs of 2017                  | 12            | [ 50 ] |
| KultScene          | Best K-pop music videos of 2017              | —             | [ 51 ] |
| Soompi             | The Top 15 K-Pop Hits Of 2017                | —             | [ 52 ] |

| Ano  | Prêmiação                    | Categoria                                 | Resultado |
| ---- | ---------------------------- | ----------------------------------------- | --------- |
| 2017 | 19th Mnet Asian Music Awards | Best Music Video                          | Venceu    |
| 2017 | 8th Melon Music Awards       | Song of the Year                          | Venceu    |
| 2017 | Melon Popularity Award       | Weekly Popularity Award (20 de Fevereiro) | Venceu    |
| 2018 | Golden Disc Awards           | Digital Bonsang                           | Venceu    |
| 2018 | Golden Disc Awards           | Digital Daesang                           | Indicado  |
| 2018 | Gaon Chart Music Awards      | Song of the Year – Fevereiro              | Indicado  |

| Programa                  | Data                    | Ref.   |
| ------------------------- | ----------------------- | ------ |
| Show Champion (MBC Music) | 22 de fevereiro de 2017 | [ 53 ] |
| M Countdown (Mnet)        | 23 de fevereiro de 2017 | [ 54 ] |
| Music Bank (KBS2)         | 24 de fevereiro de 2017 | [ 55 ] |
| Inkigayo (SBS)            | 26 de fevereiro de 2017 | [ 56 ] |

## Vendas
| Chart          | Vendas     |
| -------------- | ---------- |
| Coreia do Sul  | 2,500,000+ |
| Estados Unidos | 14,000     |